# 大程书院
大程书院位于河南扶沟城内书院街，由程颢在宋神宗熙宁八年（1075年）任扶沟知县时创建。
明景泰四年（1453年），移建县衙内。明嘉靖二十五年（1546年），知县陈辂改建于南街西巷，易名明道书院。清乾隆十二年（1747年）知县吴溶倡捐修复，继任知县杨烛改名大程书院。
2000年10月，“大程书院”被河南省政府定为省级文物保护单位。2019年10月7日公布为第八批全国重点文物保护单位。